# Hälsinglands norra kontrakt
Hälsinglands norra kontrakt är ett kontrakt i Uppsala stift inom Svenska kyrkan.
Kontraktskoden är 0115.
Området

## Administrativ historik
Kontraktet bildades 2005 genom sammanläggning av församlingarna från 
hela Ljusnans kontrakt med
- Järvsö församling
- Ljusdal-Ramsjö församling
- Färila församling som 2010 uppgick i Färila-Kårböle församling
- Kårböle församling bildad 1923 som 2010 uppgick i Färila-Kårböle församling
- Los-Hamra församling
- Hamra församling som 2002 uppgick i Los-Hamra församling

hela Nordanstigs kontrakt med
- Harmångers församling som 2006 uppgick i Harmånger-Jättendals församling som 2019 uppgick i Nordanstigskustens församling
- Jättendals församling som 2006 uppgick i Harmånger-Jättendals församling som 2019 uppgick i Nordanstigskustens församling
- Bergsjö församling
- Hassela församling som 2014 uppgick i Bergsjö församling
- Ilsbo församling som 2014 uppgick i Bergsjö församling
- Gnarps församling som 2019 uppgick i Nordanstigskustens församling

hela Sundhede kontrakt
- Hudiksvall-Idenors församling som 2014 uppgick i Hudiksvallsbygdens församling
- Delsbo församling
- Forsa församling som 2006 uppgick i Forsa-Högs församling
- Högs församling som 2006 uppgick i Forsa-Högs församling
- Enångers församling som 2006 uppgick i Enånger-Njutångers församling
- Njutångers församling som 2006 uppgick i Enånger-Njutångers församling
- Hälsingtuna församling som 2010 uppgick i Hälsingtuna-Rogsta församling som 2014 uppgick i Hudiksvallsbygdens församling
- Norrbo församling som 2006 uppgick i Bjuråker-Norrbo församling
- Bjuråkers församling som 2006 uppgick i Bjuråker-Norrbo församling
- Rogsta församling som 2010 uppgick i Hälsingtuna-Rogsta församling som 2014 uppgick i Hudiksvallsbygdens församling